# Apornas planet (film, 2001)
Apornas planet (engelska: Planet of the Apes) är en amerikansk science fiction-actionfilm som hade biopremiär i USA den 27 juli 2001.

## Handling
Året är 2029. På rymdstationen OBERON tränas schimpanser till piloter för rekognoseringsuppdrag i yttre rymden. Under ett sådant uppdrag förlorar man kontakten med schimpansen och farkosten försvinner från radarn. Den orädde astronauten Leo Davidson beger sig ut på ett räddningsuppdrag, men något går fel och han landar på en djungellik planet, inte helt olik Jorden.
Till Leos förvåning är planeten bebodd av engelsktalande apor och primitiva människor. Leo blir tillfångatagen av aporna, men lyckas fly. Han samlar en liten grupp upproriska människor och sympatiska apor för att försöka återuppta kontakten med OBERON, men efter en oväntad upptäckt förändrar Leos fokus. Beväpnad med denna nya information leder han ett rebelliskt uppror mot en enorm aparmé vars utgång kommer att bli frihet eller total förintelse.

## Om filmen
Apornas planet regisserades av Tim Burton. Filmens manus är skrivet av William Broyles Jr., Lawrence Konner och Mark Rosenthal och baserades på Pierre Boulles roman Apornas planet från 1963.
Filmen är en modern nyinspelning av klassikern Apornas planet (1968). Charlton Heston som spelade huvudrollen i originalfilmen hade en biroll även i nyinspelningen, hans insats belönades med en Golden Raspberry Award för sämsta manliga biroll för sin insats i bland annat Apornas planet. Filmen fick samma pris i två andra kategorier; sämsta uppföljare/nyinspelning och sämsta kvinnliga biroll (Estella Warren).  
Kostymdesignern Colleen Atwood ansvarade för dräkterna i filmen.

## Rollista (i urval)
- Mark Wahlberg som Leo Davidson
- Tim Roth som general Thade
- Helena Bonham Carter som Ari
- Michael Clarke Duncan som Attar
- Paul Giamatti som Limbo
- Estella Warren som Daena
- Kris Kristofferson som Karubi
- Erick Avari som Tival
- Deep Roy som gorilla-barn / Thades nevö
- Kam Heskin som vän på Leos fest
- Joanna Krupa som vän på Leos fest
- Charlton Heston som Zaius